# Equipo Júnior de Red Bull
El Equipo Júnior de Red Bull, oficialmente Red Bull Junior Team (RBJT), es un programa de desarrollo de pilotos de automovilismo dirigido por la compañía de bebidas energéticas Red Bull GmbH en un intento por identificar jóvenes promesas en carreras de monoplazas.
El programa ha tenido éxito en traer constantemente pilotos a la Fórmula 1. Cinco de ellos, Sebastian Vettel, Daniel Ricciardo, Max Verstappen, Pierre Gasly y Carlos Sainz Jr. han ganado un Gran Premio en dicha categoría, y dos de ellos han sido campeones del mundo. Red Bull posee dos equipos en Fórmula 1, Red Bull Racing y Racing Bulls Formula One Team.
El equipo también fue el nombre de RSM Marko, equipo que compitió en Fórmula 3000 Internacional entre 1999 y 2003, patrocinado por Red Bull y dirigido por Helmut Marko.
El equipo se formó en 2001 como el Programa Europeo de Pilotos de Red Bull. Red Bull ofrece fondos y apoyo a jóvenes pilotos prometedores que forman parte del programa. En 2004, Christian Klien se convirtió en el primer miembro del programa en competir en Fórmula 1, mientras que en 2008, Sebastian Vettel se convirtió en el primer miembro en ganar un Gran Premio de dicha categoría, el Gran Premio de Italia de 2008.

## Lista de pilotos

### Miembros
| Piloto              | Desde | Categoría reciente                                                                | Títulos                                 |
| ------------------- | ----- | --------------------------------------------------------------------------------- | --------------------------------------- |
| Ayumu Iwasa         | 2021- | Campeonato de Super Fórmula Japonesa                                              | ninguno                                 |
| Arvid Lindblad      | 2021- | Campeonato de Fórmula Regional de Medio Oriente Campeonato de Fórmula 3 de la FIA | WSK Euro Series - OK WSK Final Cup - OK |
| Isack Hadjar        | 2022- | Campeonato de Fórmula 2 de la FIA                                                 | ninguno                                 |
| Enzo Deligny        | 2023- | Campeonato de EAU de Fórmula 4 Campeonato de Fórmula Regional Europea             | ninguno                                 |
| Enzo Tarnvanichkul  | 2023- | Fórmula Winter Series Campeonato de España de F4                                  | ninguno                                 |
| Pepe Martí          | 2023- | Campeonato de Fórmula 2 de la FIA                                                 | ninguno                                 |
| Tim Tramnitz        | 2023- | Campeonato de Fórmula 3 de la FIA                                                 | ninguno                                 |
| Oliver Goethe       | 2023- | Campeonato de Fórmula 3 de la FIA Campeonato de Fórmula 2 de la FIA               | ninguno                                 |
| James Egozi         | 2024- | Fórmula Winter Series Campeonato de España de F4                                  | ninguno                                 |
| Fionn McLaughlin    | 2024- | Karting (OK)                                                                      | ninguno                                 |
| Scott Lindblom      | 2024- | Karting (OK)                                                                      | ninguno                                 |
| Ernesto Rivera      | 2024- | Fórmula Winter Series Campeonato de España de F4                                  | ninguno                                 |
| Jules Caranta       | 2024- | Campeonato de EAU de Fórmula 4 Campeonato Francés de F4                           | ninguno                                 |
| Rocco Coronel       | 2024- | Karting (OK)                                                                      | ninguno                                 |
| Christopher Feghali | 2024- | Karting (OK)                                                                      | ninguno                                 |
| Niklas Schaufler    | 2024- | Karting                                                                           | ninguno                                 |
| Nikola Tsolov       | 2024- | Campeonato de Fórmula 3 de la FIA                                                 | ninguno                                 |
| Mattia Colnaghi     | 2025- | Eurocup-3                                                                         | ninguno                                 |
| Chiara Battig       | 2025- | Karting                                                                           | ninguno                                 |
| Fuente:             |       |                                                                                   |                                         |

### Exmiembros
| Piloto                 | Años        | Categorías |
| ---------------------- | ----------- | --- |
| Sergey Afanasiev       | 2006        | Fórmula Renault 2.0 Suiza (2006) Copa de Europa del Norte de Fórmula Renault 2.0 (2006) |
| Filipe Albuquerque     | 2005-2007   | Fórmula 3 Española (2005) Fórmula Renault 2.0 Alemania (2005) Eurocopa de Fórmula Renault 2.0 (2005-2006) Copa de Europa del Norte de Fórmula Renault 2.0 (2006) Fórmula Renault 3.5 (2007) GP2 Series (2007) A1 Grand Prix (2007-08)                              |
| Mikhail Aleshin        | 2005-2009   | Eurocopa de Fórmula Renault 2.0 (2005) Fórmula Renault 2.0 Alemania (2005) A1 Grand Prix (2005-06) Fórmula Renault 3.5 (2006-2008) GP2 Series (2007) Campeonato de Fórmula Dos de la FIA (2009)                                                                    |
| Michael Ammermüller    | 2004-2007   | Fórmula Renault Alemania (2004) Eurocopa de Fórmula Renault 2.0 (2004-2005) Fórmula Renault 2.0 Italia (2005) GP2 Series (2006-2007) Fórmula Renault 3.5 (2007) A1 Grand Prix (2007-08)                                                                            |
| Nathan Antunes         | 2006        | Copa de Europa del Norte de Fórmula Renault 2.0 (2006) Campeonato de Alemania de Fórmula 3 (2006) |
| Bernhard Auinger       | 2001-2003   | Campeonato de Alemania de Fórmula 3 (2001-2002) Fórmula 3000 Internacional (2003) Fórmula 3 Euroseries (2003) |
| Pedro Bianchini        | 2007        | Fórmula BMW ADAC (2007) |
| Tom Blomqvist          | 2013        | Campeonato Europeo de Fórmula 3 de la FIA (2013) |
| Mirko Bortolotti       | 2009        | Campeonato de Fórmula Dos de la FIA (2009) |
| Karun Chandhok         | 2008        | GP2 Series (2008) GP2 Asia Series (2008) |
| Dominique Claessens    | 2004        | Eurocopa de Fórmula Renault 2000 (2004) Fórmula Renault 2000 Alemania (2004) |
| Stefano Coletti        | 2005-2008   | Fórmula BMW ADAC (2005-2006) Eurocopa de Fórmula Renault 2.0 (2006-2007) Fórmula Renault 2.0 Italia (2007) Fórmula 3 Euroseries (2008) |
| Tom Dillmann           | 2007-2008   | Fórmula 3 Euroseries (2007-2008) |
| John Edwards           | 2005-2007   | Fórmula Renault 2.0 Alemania (2005) Eurocopa de Fórmula Renault 2.0 (2005-2006) Copa de Europa del Norte de Fórmula Renault 2.0 (2006) Atlantic Championship Series (2007)                                                                                         |
| Paul Edwards           | 2003        | World Series By Nissan (2003) |
| Philipp Eng            | 2005-2006   | Karting (2005) Fórmula BMW ADAC (2006) |
| António Félix da Costa | 2012-2013   | GP3 Series (2012) Fórmula Renault 3.5 (2012-2013) |
| Colin Fleming          | 2004-2006   | Eurocopa de Fórmula Renault 2000 (2004) Fórmula Renault 2000 Alemania (2004) Fórmula Renault 3.5 (2005-2006) |
| Patrick Friesacher     | 2001-2003   | Fórmula 3000 Internacional (2001-2003) |
| Callum Ilott           | 2015        | Campeonato Europeo de Fórmula 3 de la FIA (2015) Toyota Racing Series (2015) |
| Neel Jani              | 2005 y 2007 | GP2 Series (2005) A1 Grand Prix (2005 y 2007-08) Champ Car (2007) |
| Matt Jaskol            | 2004        | Fórmula BMW USA (2004) |
| Daniel Juncadella      | 2008-2009   | Fórmula BMW Américas (2008) Fórmula BMW Europa (2008-2009) |
| Narain Karthikeyan     | 2004        | World Series By Nissan (2004) |
| Jim Ka To              | 2005        | Fórmula Renault Asia (2005) |
| Reinhard Kofler        | 2001-2004   | Fórmula BMW Copa Júnior (2001) Fórmula BMW ADAC (2002) Eurocopa de Fórmula Renault 2000 Masters (2003-2004) Fórmula Renault 2000 Alemania (2003-2004) |
| Yoshitaka Kuroda       | 2006        | Fórmula BMW ADAC (2006) |
| Mathias Lauda          | 2003-2004   | World Series Lights (2003) Fórmula 3000 Internacional (2004) |
| Luis Leeds             | 2016        | Fórmula 4 Británica (2016) Campeonato NACAM de Fórmula 4 (2016) |
| Alex Lynn              | 2014        | GP3 Series (2014) |
| Grant Maiman           | 2003        | Masters de Fórmula Renault 2000 (2003) Fórmula Renault 2000 Italia (2003) Fórmula Renault 2000 Alemania (2003) |
| Mika Mäki              | 2007-2009   | Eurocopa de Fórmula Renault 2.0 (2007) Fórmula Renault 2.0 Italia (2007) Fórmula 3 Euroseries (2008-2009) |
| Ricardo Maurício       | 2001-2002   | Fórmula 3000 Internacional (2001-2002) |
| Matías Milla           | 2005        | Eurocopa de Fórmula Renault 2.0 (2005) Fórmula Renault 2.0 Alemania (2005) |
| Kevin Mirocha          | 2007        | Fórmula BMW ADAC (2007) |
| Daniel Morad           | 2007        | Fórmula BMW USA (2007) |
| Atte Mustonen          | 2004        | Karting (2004) |
| Joel Nelson            | 2003        | Euro Fórmula 3000 (2003) Fórmula 3 Británica (2003) |
| Teemu Nyman            | 2005        | Eurocopa de Fórmula Renault 2.0 (2005) Fórmula Renault 2.0 Alemania (2005) |
| Oliver Oakes           | 2006-2007   | Fórmula BMW UK (2006) Eurocopa de Fórmula Renault 2.0 (2007) Copa de Europa del Norte de Fórmula Renault 2.0 (2007) |
| Callan O'Keeffe        | 2012-2013   | ADAC Fórmula Masters (2012-2013) |
| Edoardo Piscopo        | 2006-2007   | Eurocopa Fórmula Renault 2.0 (2006) Fórmula Renault 2.0 Italia (2006) Toyota Racing Series (2006-07) Fórmula 3 Euroseries (2007) A1 Grand Prix (2007-08) |
| Niall Quinn            | 2006        | Fórmula BMW UK (2006) |
| Martin Ragginger       | 2002-2006   | Karting (2002-2004) Fórmula BMW ADAC (2005-2006) |
| Guillermo Rojas        | 2004        | Eurocopa de Fórmula Renault V6 (2004) |
| Norbert Siedler        | 2003-2004   | World Series By Nissan (2003) Euro Fórmula 3000 (2004) |
| Dean Stoneman          | 2015        | Fórmula Renault 3.5 (2015) GP2 Series (2015) |
| Jean-Karl Vernay       | 2007-2008   | A1 Grand Prix (2006-07) Fórmula 3 Euroseries (2007-2008) |
| Beitske Visser         | 2013        | ADAC Fórmula Masters (2013) |
| Stefan Wackerbauer     | 2012        | Eurocopa de Fórmula Renault 2.0 (2012) Fórmula Renault 2.0 Alpes (2012) |
| Christoper Wassermann  | 2001-2004   | Karting (2001-2002) Fórmula BMW ADAC (2003-2004) |
| Robert Wickens         | 2006-2009   | Fórmula BMW USA (2006) Atlantic Championship Series (2007) Fórmula Renault 3.5 (2007-2008) A1 Grand Prix (2007-08) Fórmula 3 Euroseries (2008) Campeonato de Fórmula Dos de la FIA (2009)                                                                          |
| Lewis Williamson       | 2012        | Fórmula Renault 3.5 (2012) |
| Adrian Zaugg           | 2004-2007   | Fórmula BMW ADAC (2004) Eurocopa de Fórmula Renault 2.0 (2005-2006) Fórmula Renault 2.0 Italia (2005-2006) Fórmula Renault 3.5 (2006) A1 Grand Prix (2006-07 y 2007-08) GP2 Series (2007)                                                                          |
| Juan Salvá             | 2017-2019   | Karting |
| Niko Kari              | 2016-2017   | Campeonato Europeo de Fórmula 3 de la FIA (2016) GP3 Series (2017) |
| Richard Verschoor      | 2016-2017   | SMP Fórmula 4 (2016) Campeonato de España de F4 (2016) Eurocopa de Fórmula Renault 2.0 (2017) Toyota Racing Series (2017) |
| Neil Verhagen          | 2017-2018   | Eurocopa de Fórmula Renault (2017-2018) Copa de Europa del Norte de Fórmula Renault 2.0 (2017-2018) |
| Dan Ticktum            | 2017-2019   | Eurocopa de Fórmula Renault (2017) Campeonato Europeo de Fórmula 3 de la FIA (2018) Campeonato de Super Fórmula Japonesa (2019) |
| Harry Thompson         | 2018-2019   | Karting |
| Jack Doohan            | 2018-2021   | Campeonato de F4 Británica (2018) Eurofórmula Open (2019) Campeonato de Fórmula Regional Asiática (2019-2020) Campeonato de Fórmula 3 de la FIA (2020–2021) Campeonato de Fórmula 2 de la FIA (2021)                                                               |
| Jonny Edgar            | 2018-2022   | Karting (2018) ADAC Fórmula 4 (2019-2020) Campeonato de Italia de Fórmula 4 (2019-2020) Campeonato de Fórmula 3 de la FIA (20212022) |
| Jüri Vips              | 2018-2022   | Campeonato Europeo de Fórmula 3 de la FIA (2018) Campeonato de Fórmula 3 de la FIA (2019) Campeonato de Super Fórmula Japonesa (2019) Campeonato de Fórmula Regional Europea (2020) Campeonato de Fórmula 2 de la FIA (2020-2022)                                  |
| Lucas Auer             | 2019        | Campeonato de Super Fórmula Japonesa (2019) |
| Patricio O'Ward        | 2019        | IndyCar Series (2019) Campeonato de Fórmula 2 de la FIA (2019) Campeonato de Super Fórmula Japonesa (2019) |
| Igor Fraga             | 2020        | Campeonato de Fórmula 3 de la FIA (2020) |
| Jehan Daruvala         | 2020-2022   | Campeonato de Fórmula 2 de la FIA (2020-2022) Campeonato Asiático de F3 (2021) |
| Noel León              | 2022        | Campeonato de Fórmula Regional Europea (2022) |
| Yuto Nomura            | 2022        | Campeonato Francés de F4 (2022) |
| Ren Sato               | 2022        | Campeonato de Super Fórmula Japonesa (2022) |
| Dennis Hauger          | 2018-2023   | Campeonato de F4 Británica (2018) ADAC Fórmula 4 (2019) Campeonato de Italia de Fórmula 4 (2019) Eurofórmula Open (2019) Campeonato de Fórmula 3 de la FIA (2020-2021) Campeonato de Fórmula Regional Europea (2020) Campeonato de Fórmula 2 de la FIA (2022-2023) |
| Jak Crawford           | 2020-2023   | ADAC Fórmula 4 (2020) Campeonato de Italia de Fórmula 4 (2020) Campeonato de Fórmula 3 de la FIA (2021-2022) Eurofórmula Open (2021) Campeonato de Fórmula Regional de Medio Oriente (2023) Campeonato de Fórmula 2 de la FIA (2023)                               |
| Souta Arao             | 2022-2023   | Campeonato Francés de F4 (2022) Campeonato GB3 (2023) |
| Zane Maloney           | 2023        | Campeonato de Fórmula 2 de la FIA (2023) |
| Enzo Fittipaldi        | 2023        | Campeonato de Fórmula 2 de la FIA (2023) |
| Sebastián Montoya      | 2023        | Campeonato de Fórmula Regional de Medio Oriente (2023) Campeonato de Fórmula 3 de la FIA (2023) European Le Mans Series (2023) |
| Kacper Sztuka          | 2023-2024   | Campeonato de Fórmula 3 de la FIA (2024) |

- Los campeonatos señalados en negrita indican que el piloto se coronó campeón.

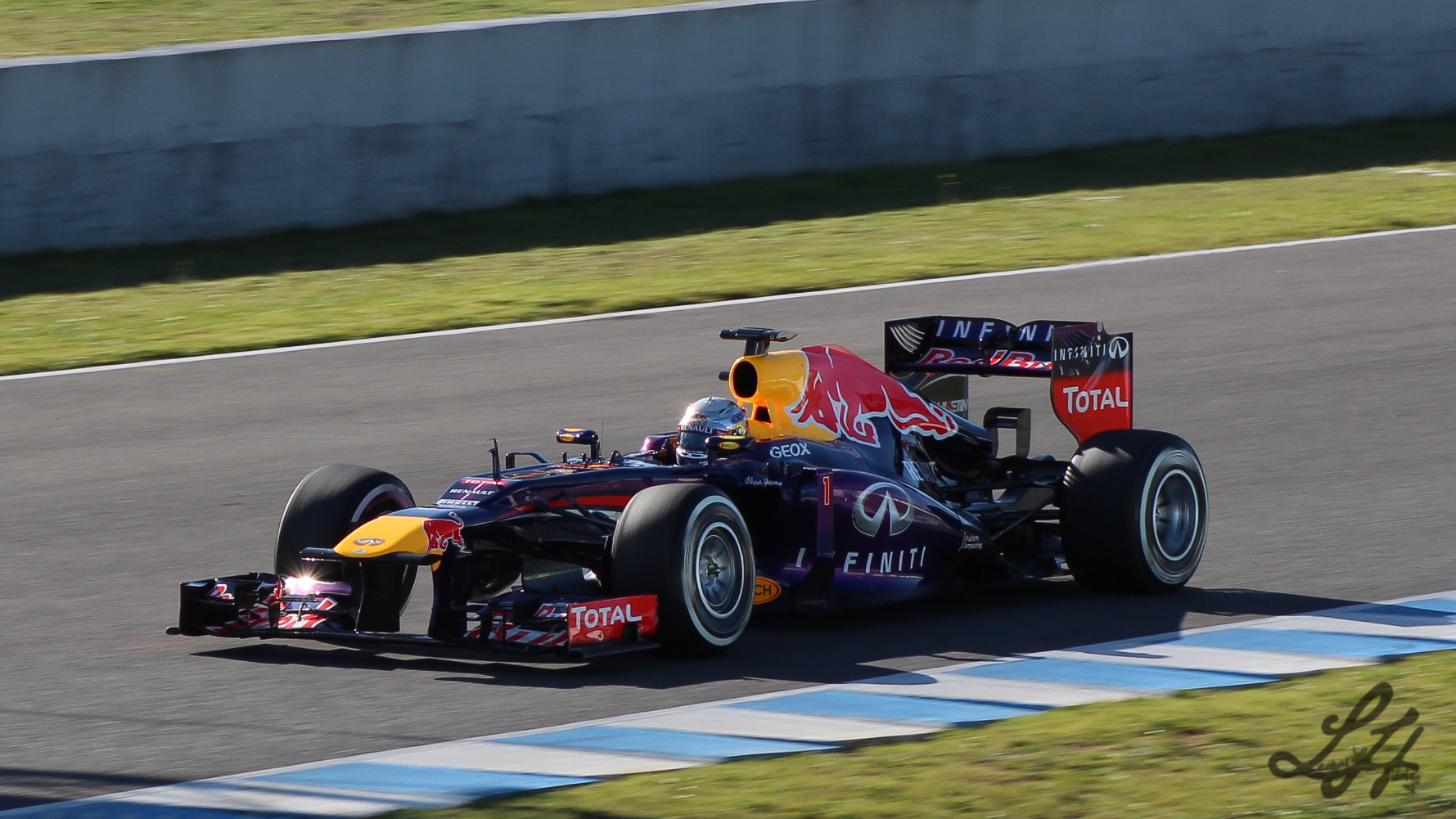
Sebastian Vettel en 2013.

## Graduados a Red Bull Racing
| Piloto            | Experiencia | Experiencia | Experiencia F1        | Experiencia F1 | Experiencia F1 | Experiencia F1 | Otros equipos F1                                               |
| Piloto            | Años        | Categorías | Toro Rosso            | AlphaTauri     | RB             | Red Bull       | Otros equipos F1                                               |
| ----------------- | ----------- | --- | --------------------- | -------------- | -------------- | -------------- | -------------------------------------------------------------- |
| Christian Klien   | 2001-2003   | Fórmula BMW ADAC (2001) Fórmula Renault 2000 Alemania (2002) Eurocopa de Fórmula Renault 2000 (2002) Fórmula 3 Euroseries (2003) |                       |                |                | 2005-2006      | Jaguar (2004) HRT (2010)                                       |
| Sebastian Vettel  | 2001-2007   | Karting (2001-2002) Fórmula BMW ADAC (2003-2004) Fórmula 3 Euroseries (2005-2006) Fórmula Renault 3.5 (2006-2007) | 2007-2008             |                |                | 2009-2014      | BMW Sauber (2007) Ferrari (2015-2020) Aston Martin (2021-2022) |
| Vitantonio Liuzzi | 2002-2004   | Campeonato de Alemania de Fórmula 3 (2002) Fórmula 3000 Internacional (2003-2004) | 2006-2007             |                |                | 2005           | Force India (2009-2010) HRT (2011)                             |
| Daniel Ricciardo  | 2008-2011   | Eurocopa de Fórmula Renault 2.0 (2008) Copa de Europa Occidental de Fórmula Renault 2.0 (2008) Fórmula 3 Británica (2009) Fórmula Renault 3.5 (2009-2011) | 2012-2013             | 2023           | 2024           | 2014-2018      | HRT (2011) Renault (2019-2020) McLaren (2021-2022)             |
| Daniil Kvyat      | 2010-2013   | Fórmula BMW Europa (2010) Fórmula BMW Pacífico (2010) Eurocopa de Fórmula Renault 2.0 (2010-2012) Copa de Europa del Norte de Fórmula Renault 2.0 (2011) Toyota Racing Series (2011) Fórmula Renault 2.0 Alpes (2012) GP3 Series (2013) Campeonato Europeo de Fórmula 3 de la FIA (2013) | 2014, 2016-2017, 2019 | 2020           |                | 2015-2016      |                                                                |
| Alexander Albon   | 2012        | Fórmula Renault 2.0 Alpes (2012) Copa de Europa del Norte de Fórmula Renault 2.0 (2013-2014) Eurocopa de Fórmula Renault 2.0 (2012-2014) Campeonato Europeo de Fórmula 3 de la FIA (2015) GP3 Series (2016) Campeonato de Fórmula 2 de la FIA (2017-2018)                                | 2019                  |                |                | 2019-2020      | Williams (2022-)                                               |
| Max Verstappen    | 2014        | Campeonato Europeo de Fórmula 3 de la FIA (2014) | 2015-2016             |                |                | 2016-          |                                                                |
| Pierre Gasly      | 2014-2017   | Fórmula Renault 3.5 (2014) GP2 Series (2014-2016) Campeonato de Super Fórmula Japonesa (2017) | 2017-2018, 2019       | 2020-2022      |                | 2019           | Alpine (2023-)                                                 |

- Los campeonatos señalados en negrita indican que el piloto se coronó campeón.

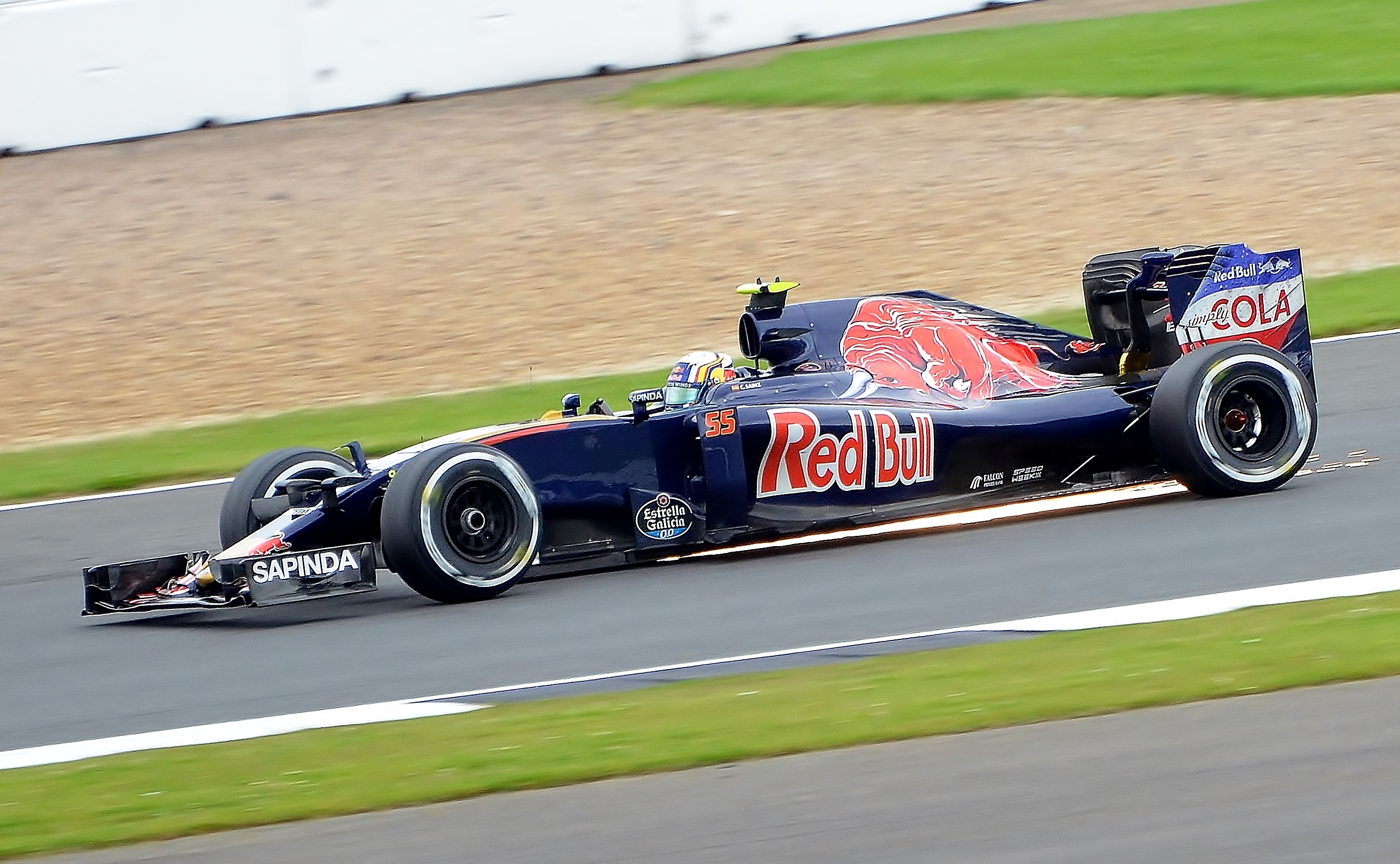
Carlos Sainz Jr. en 2016.

## Graduados a Toro Rosso/AlphaTauri/Racing Bulls
| Piloto            | Experiencia | Experiencia | Toro Rosso | AlphaTauri | RB        | Otros equipos F1                                                             |
| Piloto            | Años        | Categorías | Toro Rosso | AlphaTauri | RB        | Otros equipos F1                                                             |
| ----------------- | ----------- | --- | ---------- | ---------- | --------- | ---------------------------------------------------------------------------- |
| Scott Speed       | 2003-2005   | Fórmula 3 Británica (2003) Fórmula Renault 2000 Alemania (2004) Eurocopa de Fórmula Renault 2000 (2004) GP2 Series (2005) A1 Grand Prix (2005-06) | 2006-2007  | —          | —         | —                                                                            |
| Sébastien Buemi   | 2005-2008   | Fórmula BMW ADAC (2005) Copa de Europa del Norte de Fórmula Renault 2.0 (2006) Fórmula 3 Euroseries (2006-2007) A1 Grand Prix (2006-07) GP2 Series (2007-2008) GP2 Asia Series (2008) | 2009-2011  | —          | —         | —                                                                            |
| Jaime Alguersuari | 2006-2009   | Eurocopa de Fórmula Renault 2.0 (2006-2007) Fórmula Renault Italiana (2006-2007) Fórmula 3 Británica (2008) Campeonato de España de Fórmula 3 (2008) Fórmula Renault 3.5 (2009) | 2009-2011  | —          | —         | —                                                                            |
| Brendon Hartley   | 2006-2010   | Copa de Europa del Norte de Fórmula Renault 2.0 (2006) Eurocopa de Fórmula Renault 2.0 (2006-2007) Fórmula Renault 2.0 Italia (2007) Fórmula 3 Británica (2008) Fórmula 3 Euroseries (2008-2009) Fórmula Renault 3.5 (2009-2010)                                                               | 2017-2018  | —          | —         | —                                                                            |
| Jean-Éric Vergne  | 2008-2011   | Eurocopa de Fórmula Renault 2.0 (2008-2009) Copa de Europa Occidental de Fórmula Renault 2.0 (2008-2009) Fórmula 3 Británica (2010) GP3 Series (2010) Fórmula Renault 3.5 (2010-2011) | 2012-2014  | —          | —         | —                                                                            |
| Carlos Sainz Jr.  | 2010-2014   | Fórmula BMW Europa (2010) Fórmula BMW Pacífico (2010) European F3 Open (2010) Eurocopa de Fórmula Renault 2.0 (2010-2011) Copa de Europa del Norte de Fórmula Renault 2.0 (2011) Fórmula 3 Euroseries (2011-2012) Fórmula 3 Británica (2012) GP3 Series (2013) Fórmula Renault 3.5 (2013-2014) | 2015-2017  | —          | —         | Renault (2017-2018) McLaren (2019-2020) Ferrari (2021-2024) Williams (2025-) |
| Yuki Tsunoda      | 2019-2020   | Campeonato de Japón de Fórmula 4 (2016-2018) Eurofórmula Open (2019) Campeonato de Fórmula 3 de la FIA (2019) Toyota Racing Series (2020) Campeonato de Fórmula 2 de la FIA (2020) | —          | 2021-2023  | 2024-2025 | Red Bull (2025)                                                              |
| Liam Lawson       | 2019-2023   | Campeonato de Fórmula 3 de la FIA (2019-2020) Campeonato de Fórmula 2 de la FIA (2021-2022) Deutsche Tourenwagen Masters (2021) Campeonato de Super Fórmula Japonesa (2023) | —          | 2023       | 2024-     | Red Bull (2025)                                                              |

- Los campeonatos señalados en negrita indican que el piloto se coronó campeón.

## Resultados

### Fórmula 3000 Internacional
(Clave) (negrita indica pole position) (cursiva indica vuelta rápida)

| Año  | Chasis                    | Neu. | N.º | Pilotos            | 1   | 2   | 3   | 4   | 5   | 6   | 7   | 8   | 9   | 10  | 11  | 12  | Puntos | Pos. | Ref.   |
| ---- | ------------------------- | ---- | --- | ------------------ | --- | --- | --- | --- | --- | --- | --- | --- | --- | --- | --- | --- | ------ | ---- | ------ |
| 1999 | Lola B99/50 Zytek V8      | A    |     |                    | IMO | MON | BAR | MAG | SIL | SPI | HOC | BUD | SPA | NÜR |     |     | –      | –    | –      |
| 1999 | Lola B99/50 Zytek V8      | A    | 39  | Enrique Bernoldi   | 9   | 15  | Ret | 12  | 20  | Ret | 5   | 8   | DNQ | DNQ |     |     | –      | –    | –      |
| 1999 | Lola B99/50 Zytek V8      | A    | 40  | Markus Friesacher  | DNQ | DNQ | DNQ |     |     |     |     |     |     |     |     |     | –      | –    | –      |
| 1999 | Lola B99/50 Zytek V8      | A    | 40  | Ricardo Maurício   |     |     |     | DNQ | DNQ | 15  | DNQ | 9   | 6   | Ret |     |     | –      | –    | –      |
| 2000 | Lola B99/50 Zytek V8      | A    |     |                    | IMO | SIL | BAR | NÜR | MON | MAG | SPI | HOC | BUD | SPA |     |     | 9      | 9.º  | [ 36 ] |
| 2000 | Lola B99/50 Zytek V8      | A    | 15  | Ricardo Maurício   | Ret | Ret | Ret | Ret | Ret | Ret | Ret | 14  | 3   | 7   |     |     | 9      | 9.º  | [ 36 ] |
| 2000 | Lola B99/50 Zytek V8      | A    | 16  | Enrique Bernoldi   | Ret | 4   | Ret | Ret | Ret | 23  | 14  | 6   | 6   | 10  |     |     | 9      | 9.º  | [ 36 ] |
| 2001 | Lola B99/50 Zytek V8      | A    |     |                    | INT | IMO | BAR | SPI | MON | NÜR | MAG | SIL | HOC | BUD | SPA | MNZ | 22     | 5.º  | [ 37 ] |
| 2001 | Lola B99/50 Zytek V8      | A    | 17  | Patrick Friesacher | Ret | 5   | 8   | Ret | Ret | 10  | 4   | 19  | 11  | 4   | 10  | Ret | 22     | 5.º  | [ 37 ] |
| 2001 | Lola B99/50 Zytek V8      | A    | 18  | Antonio García     | Ret | 16  | 10  | Ret |     |     |     |     |     |     |     |     | 22     | 5.º  | [ 37 ] |
| 2001 | Lola B99/50 Zytek V8      | A    | 18  | Ricardo Maurício   |     |     |     |     | 6   | 5   | Ret | 7   | 17  | 2   | 3   | 6   | 22     | 5.º  | [ 37 ] |
| 2002 | Lola B02/50 Zytek-Judd KV | A    |     |                    | INT | IMO | BAR | SPI | MON | NÜR | SIL | MAG | HOC | BUD | SPA | MNZ | 23     | 5.º  | [ 38 ] |
| 2002 | Lola B02/50 Zytek-Judd KV | A    | 9   | Patrick Friesacher | 10  | 5   | 11  | 5   | 2   | 4   | 7   | 7   | Ret | 6   | 16  | Ret | 23     | 5.º  | [ 38 ] |
| 2002 | Lola B02/50 Zytek-Judd KV | A    | 10  | Ricardo Maurício   | 3   | Ret | 4   | 15  | 7   | 9   | Ret | 10  | Ret | 11  | 5   | Ret | 23     | 5.º  | [ 38 ] |
| 2003 | Lola B02/50 Zytek-Judd KV | A    |     |                    | IMO | BAR | SPI | MON | NÜR | MAG | SIL | HOC | BUD | MNZ |     |     | 75     | 2.º  | [ 39 ] |
| 2003 | Lola B02/50 Zytek-Judd KV | A    | 16  | Vitantonio Liuzzi  | 4   | Ret | 4   | Ret | 2   | 4   | 3   | 4   | 9   | 4   |     |     | 75     | 2.º  | [ 39 ] |
| 2003 | Lola B02/50 Zytek-Judd KV | A    | 17  | Patrick Friesacher | 2   | Ret |     |     | Ret | 11  | 5   | 3   | 1   | 2   |     |     | 75     | 2.º  | [ 39 ] |
| 2003 | Lola B02/50 Zytek-Judd KV | A    | 17  | Bernhard Auinger   |     |     | 11  | 9   |     |     |     |     |     |     |     |     | 75     | 2.º  | [ 39 ] |